# 查尔斯·巴里

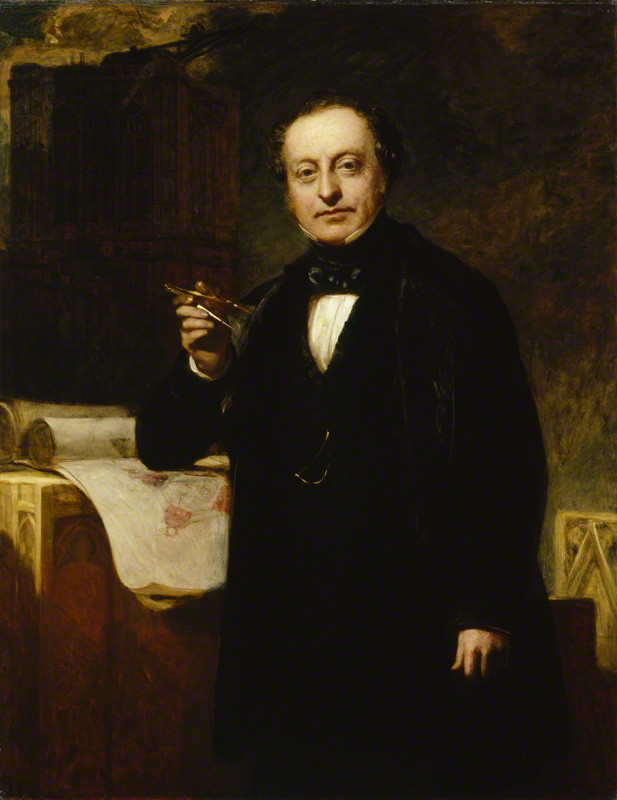
查尔斯·巴里

查尔斯·巴里爵士，FRS（Sir Charles Barry，1795年5月23日—1860年5月12日），19世纪英格兰著名建筑师，今天英国议会大厦是他的代表作品之一。

## 重要作品
- 威斯敏斯特宫